# Maie

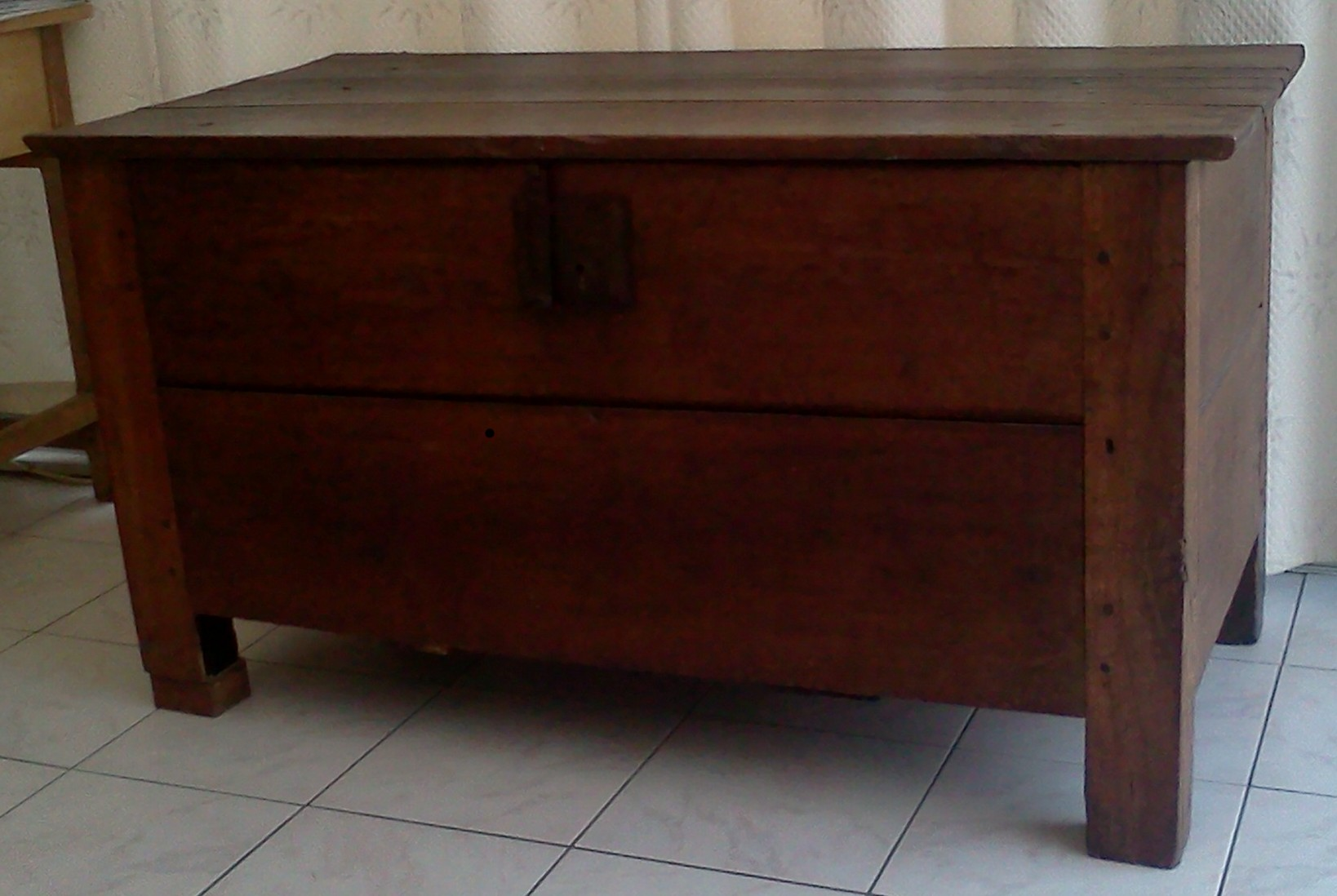
Maie à pain

Une maie (ou mée) est un meuble rustique utilisé pour la conservation de la farine et, comme pétrin, pour la fabrication du pain.
Apparue dès le XVe siècle, elle était à l'origine constituée d'un caisson rectangulaire soutenu par quatre pieds ou reposant sur une structure à tiroirs ou à vantaux.
Elle est encore utilisée dans certaines maisons, en Haute Marne et en Touraine notamment, comme meuble de rangement dans les cuisines. Depuis l'arrivée des pétrins mécaniques, des artisans-boulangers ont réemployé leurs anciennes maies comme présentoirs à baguettes et autres pains.  
Le corps supérieur était pourvu d'un plateau mobile à charnières, destiné à servir de plan de travail.

## Vinification
La maie est la partie basse d'un pressoir, servant à récupérer le jus s’égouttant du pressoir. C'est en général un bac positionné sous le pressoir, auquel on peut relier une pompe, pour transférer le moût dans une cuve.